# Sans compromis
Pour plus de détails, voir Fiche technique et Distribution.
Sans compromis ou Arnaque .44 (au Canada) (Catch .44) est un film américain réalisé par Aaron Harvey, sorti en 2011.

## Synopsis
Tes, Dawn et Kara arrivent à peine à s’en sortir avec leurs petits boulots à Las Vegas. Mais leurs vies sont bouleversées lorsqu’elles acceptent de travailler pour un caïd local du nom de Mel. Leurs vies menacées, elles doivent faire face à un tueur à gages psychotique, un trafiquant et un cuisinier dépressif.

## Fiche technique
- Titre : Sans compromis
- Titre canadien : Arnaque .44
- Titre original : Catch .44
- Réalisation et scénario : Aaron Harvey
- Photographie : Jeff Cutter
- Montage : Richard Byard
- Direction artistique : Gary Frutkoff
- Costumes : Johanna Argan
- Musique : Ben Zarai
- Producteurs : Michael Benaroya, Megan Ellison, Randall Emmett
- Sociétés de production : Annapurna Productions, Emmett/Furla/Oasis Films, Benaroya Pictures, FortyFour Studios
- Société de distribution : Anchor Bay Entertainment
- Pays :  États-Unis
- Durée : 1h34 min.
- Genre : Action, drame
- Dates de sortie : 
  -  États-Unis 9 décembre 2011
  -  24 avril 2012 (DVD)[1]

## Distribution

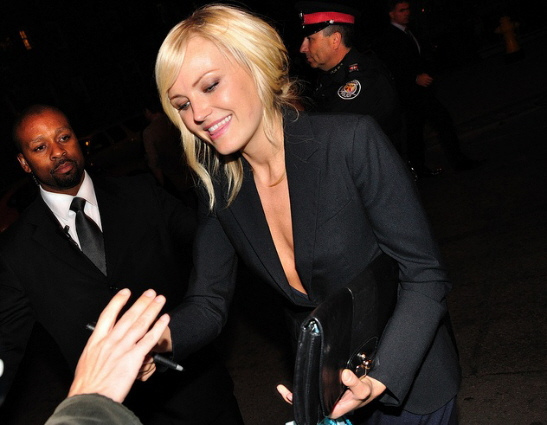
L'actrice principale Malin Åkerman, l'année de tournage du film.

- Malin Åkerman (VF : Marie-Eugénie Maréchal ; VQ : Camille Cyr-Desmarais) : Tes
- Deborah Ann Woll (VF : Ingrid Donnadieu ; VQ : Ariane-Li Simard-Côté) : Dawn
- Nikki Reed (VF : Kelly Marot ; VQ : Agathe Lanctôt) : Kara
- Forest Whitaker (VF : Emmanuel Jacomy ; VQ : François L'Écuyer) : Ronny
- Bruce Willis (VF : Patrick Poivey ; VQ : Jean-Luc Montminy) : Mel
- Brad Dourif (VF : Jean-François Vlérick ; VQ : Denis Gravereaux) : le shérif Connors
- Michael Rosenbaum (VF : Damien Ferrette ; VQ : Jean-François Beaupré) : Brandon
- Shea Whigham (VF : Olivier Augrond ; VQ : Louis-Philippe Dandenault) : Billy

Source et légende : Version française (VF) et Version québécoise (VQ) sur Doublage.qc.ca